# Leitzaran
Leitzaran en basque (en espagnol : Leizarán) est une rivière située dans le Nord de l'Espagne, appartenant au versant cantabrique. C'est un affluent du fleuve Oria sur sa rive droite.

## Géographie
La rivière de 42 kilomètres de longueur, naît dans la localité navarraise de Leitza. Elle pénètre dans la province de Guipuscoa au lieu-dit appelé Urto. Son bassin reçoit des eaux des communes d'Areso, Berastegi, Elduain, Villabona, Urnieta et Andoain, et a 12 402 ha, dont 6 972 dans le Guipuscoa.
La partie guipuscoane de son bassin est connue comme Vallée du Leizaran, et se développe dans sa majorité dans la formation géologique connue comme le massif de Bortziriak, formée par des matériels de l'ère Primaire (Carbonifère), principalement schiste et grès, pliés pendant la formation de la chaîne hercynienne. Le Leitzaran est très sinueux et a de nombreux méandres encaissés.
Le Leitzaran, dans sa partie guipuscoanne est limitée à l'est par la vallée de la rivière Urumea, et de ses divisions d'eaux de la cordillère de l'Adarra-Mandoegi. De cette chaîne s'interrompt l'Altzadi, qui en entrant dans la vallée, sépare le Leitzaran guipuscoan et navarrais. Pour sa partie ouest la division a comme première élévation l'Arizmendi et ensuite rejoint la chaîne Uzturre-Ipuliño à Belabieta. Ces montagnes séparent les vallées de la rivière Zelai ou Elduain, ainsi que de petites vallées de la zone d'Amasa-Villabona.
Les rivages du Leitzaran et celles de leurs affluents Ubaran (Ubane) et Malo ont été déclarés Biotope Protégés le 29 septembre 1995. Ils occupent une superficie de 74 hectares.
Malgré l'apparente absence de présence humaine dans la vallée, la trace de l'homme a été profonde. Les restes préhistoriques abondent (particulièrement dans ses divisions) et on a toujours pratiqué une forte activité de pacage, bien que le plus remarquable de la rivière soit l'utilisation qui en a été faite au moyen des forges pour fabriquer du fer. Le minéral était local (de la vallée elle-même), et il était aussi importé depuis la vallée de Somorrostro.

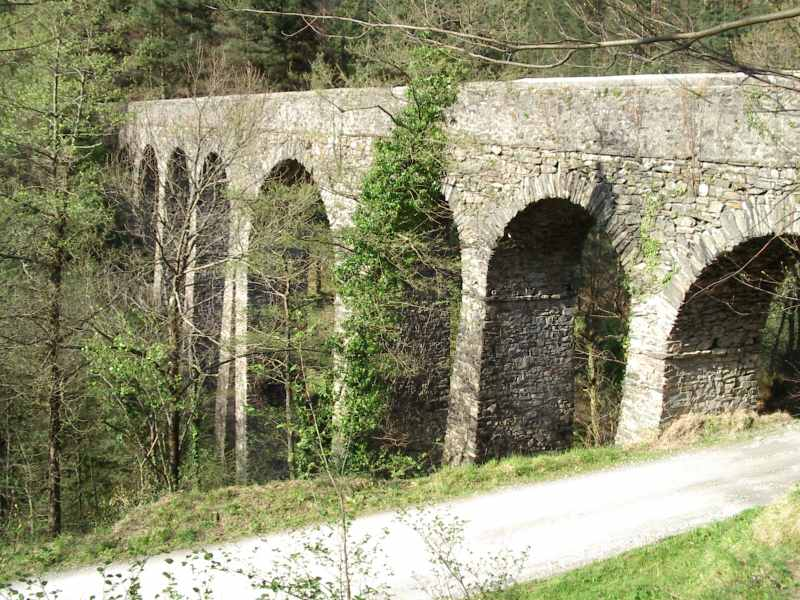
Aqueduc sur la rivière Leitzaran à Ameraun.

Les eaux de la rivière ont aussi servi aux moulins à farine et aux petites centrales hydro-électriques, dont une est toujours en fonctionnement.
Pour transporter le minerai des mines de Bizkotx on a construit un chemin de fer de voie métrique depuis les mines (situées près du lieu appelé Plazaola) jusqu'à Andoain. Les deux extrémités du chemin de fer ont été prolongées postérieurement jusqu'à Pampelune et jusqu'à Lasarte, lieu où ils se joignaient aux chemins de fer basques pour pouvoir rendre service jusqu'à Saint-Sébastien. Ce chemin de fer Pampelune-Saint-Sébastien (ou PSS) était connu populairement comme el Plazaola, Tren de Plazaola et Tren-txiki (petit train en basque).
Une bonne partie du tracé du chemin de fer est actuellement réutilisée pour le loisir, la 'Voie Verte du Plazaola.